# Самара (притока Волги)
Сама́ра — річка в Росії, в Оренбурзькій і Самарській областях, ліва притока Волги. Довжина — 594 км, площа басейну 46,5 тис. км².
Розпочинається на Общему Сирті і прямує, в західному напрямку до впадіння в Куйбишевське водосховище.
При впадінні знаходиться місто Самара.

## Притоки
(вказано відстань від гирла)
- 25 км: Чорна (лв.)
- 44 км: Великий Кінель (пр.)
- 111 км: яр Ростоші (лв.)
- 178 км: Безім'янка (лв.)
- 197 км: Колтубанка (пр.)
- 222 км: Мойка (лв.)
- 233 км: Боровка (пр.)
- 239 км: струмок Резерв (пр.)
- 269 км: Бузулук (лв.)
- 276 км: Ток (пр.)
- 327 км: без назви, у сел. Первомайське (лв.)
- 344 км: Єлшанка (пр.)
- 348 км: Сорока (лв.)
- 359 км: Маховка (пр.)
- 362 км: Сорочка (лв.)
- 373 км: Малий Уран (пр.)
- 376 км: Єлшанка (лв.)
- 390 км: яр Глинний (лв.)
- 394 км: Маньяжка (лв.)
- 405 км: Великий Уран (пр.)
- 429 км: Красна (пр.)
- 444 км: Хрестовка (пр.)
- 448 км: Ветлянка (лв.)
- 457 км: Солдатка (пр.)
- 478 км: Лебяжка (лв.)
- 505 км: Платавка (пр.)
- 535 км: Капитоновка (пр.)
- 555 км: струмок Казачка (пр.)
- 577 км: Грязнушка (пр.)